# جبل الوسط
جبل الوُسْط جبل يقع بشمال شرقي الجمهورية التونسية، شمال غربي مدينة زغوان. يبلغ ارتفاعه 396 م. 

## مواضيع ذات صلة
- جبال تونس
- ولاية جندوبة